# Scopula innominata
Scopula innominata är en fjärilsart som beskrevs av William Schaus 1940. Scopula innominata ingår i släktet Scopula och familjen mätare. Inga underarter finns listade.